# White River (Wisconsin)
White River – miasto w Stanach Zjednoczonych, w stanie Wisconsin, w hrabstwie Ashland.